# Санта Марија ла Селва (Напуљ)
Санта Марија ла Селва је насеље у Италији у округу Напуљ, региону Кампанија.
Према процени из 2011. у насељу је живело 249 становника. Насеље се налази на надморској висини од 28 м.